# Project Loon
Project Loon is een project dat wordt ontwikkeld door Google Inc.. Omdat twee derde van de wereldbevolking niet beschikt over een internetverbinding probeert Google met luchtballonnen, uitgerust met wifi-apparatuur, internet naar die gebieden te brengen. Het plan van Google is om uiteindelijk een ononderbroken internetverbinding te creëren.
De naam van het project is een afkorting van het Engelse woord "balloon" maar "loon" betekent ook "gek". Google heeft deze naam gekozen, omdat ze het in eerste instantie een gek idee vonden om internet via ballonnen te leveren.

## Het project

### Testfase
In juni 2013 begon Google met het testen van Loon op het Nieuw-Zeelandse Zuidereiland, door dertig ballonnen op te laten. De ballonnen verbinden testleden met het internet. In 2014 is het testprogramma nog verder uitgebreid door meer deelnemers aan het testprogramma toe te voegen.

### Werking
Ballonnen van Project Loon zweven in de stratosfeer op twintig kilometer hoogte. In deze laag is een lage turbulentie en de windsnelheden, tussen de 8 en 32 km/u, zijn relatief laag vergeleken met andere lagen in de atmosfeer.
De ballonnen bewegen door te wisselen tussen de windstromen in de stratosfeer. Dit doen ze door te stijgen of te dalen. Door middel van supercomputers met speciale software-algoritmes worden de ballonnen vanaf de grond aangestuurd om te bepalen op welke hoogte ze moeten zweven. De gegevens over de wind worden aangeleverd door de NOAA.
Om met de ballonnen te communiceren staan er op de grond antennes die verbinding met de ballonnen kunnen maken. Via dit netwerk kunnen snelheden vergelijkbaar met 3G worden gehaald.

### Beëindiging
Op 22 januari 2021 kondigde Alastair Westgarth, CEO van Loon, aan dat het programma ten einde zou komen. Het produceren van de ballonnen zou financieel niet meer haalbaar zijn.

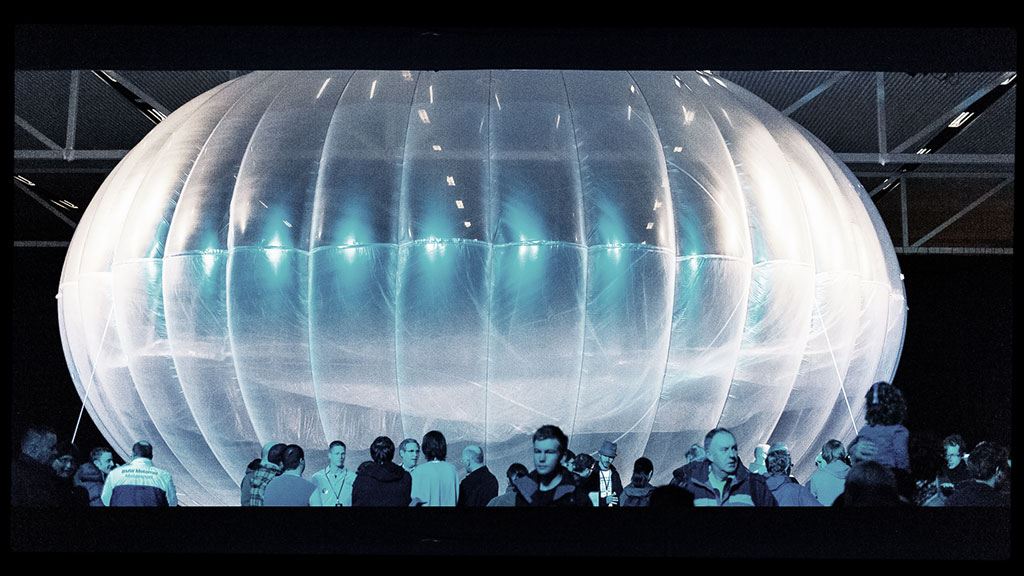
Een ballon van Project Loon.

### Toekomst
Eind september 2021 maakte Raven Industries bekend dat het de patenten en eigendomsrechten van Loon in mei 2021 had overgenomen. De dochteronderneming, Raven Aerostar, gaat de activiteiten van Loon voortzetten..  

## De ballonnen
De ballonnen zijn gemaakt van polyethyleen en hebben een wanddikte van ongeveer 0,076 mm. Ze hebben een diameter van 15 meter en een hoogte van 12 meter en zijn gevuld met helium. De ballonnen worden pas volledig gevuld wanneer ze in de stratosfeer terechtkomen. Elke ballon is uitgerust met 12 heliumtanks waarmee bepaald kan worden hoe snel een ballon moet dalen of stijgen.
Onder een ballon zit een kistje met de benodigde elektronica, zoals printplaten, radioantennes, een computer om met de andere ballonnen te kunnen communiceren en accu's die zonne-energie opslaan, zodat de ballonnen ook 's nachts werken. Tussen de ballon en het kistje zijn zonnepanelen bevestigd die de ballon van elektriciteit voorzien.
Op de bovenkant van de ballon zit een parachute bevestigd die zorgt dat de ballon gecontroleerd kan neerkomen als deze uit de vaart wordt genomen.